# NGC 663
NGC 663 es un cúmulo abierto situado en la constelación de Casiopea fácilmente visible con telescopios de aficionado.
El cúmulo, que se halla a una distancia de 2100 parsecs del Sol y es muy joven, con una edad estimada en 20-25 millones de años, es notable por su gran abundancia en estrellas Be, con un total de 24 de ellas y espectro entre B0 y B3, una de las cuales tiene una compañera detectada debido a su emisión de Rayos X que tarda 3 años en completar una órbita alrededor de la estrella principal. Hay también al menos cinco rezagadas azules, dos binarias eclipsantes con períodos respectivos de 0,6 y 1,03 días, cinco estrellas supergigantes azules en su centro, y al menos dos estrellas supergigantes rojas en sus regiones exteriores.
NGC 663 se ve superpuesto sobre una nube molecular, con la que no está asociado y que está a 300 parsecs por detrás del cúmulo, que bloquea la luz de las estrellas situadas detrás de ella.
NGC 663 es considerado parte de la asociación estelar Cassiopeia OB8, situada en el brazo espiral de Perseo de la Vía Láctea junto con los cúmulos M103 (NGC 581), NGC 654, y NGC 659, todos los cuales se hallan a una distancia parecida del Sol y tienen edades similares. Hay también varias estrellas supergigantes dispersas entre ellos.